# Mallonia australis
Mallonia australis är en skalbaggsart som beskrevs av Louis Albert Péringuey 1888. Mallonia australis ingår i släktet Mallonia och familjen långhorningar. Inga underarter finns listade i Catalogue of Life.